# Gaskavernen Empelde

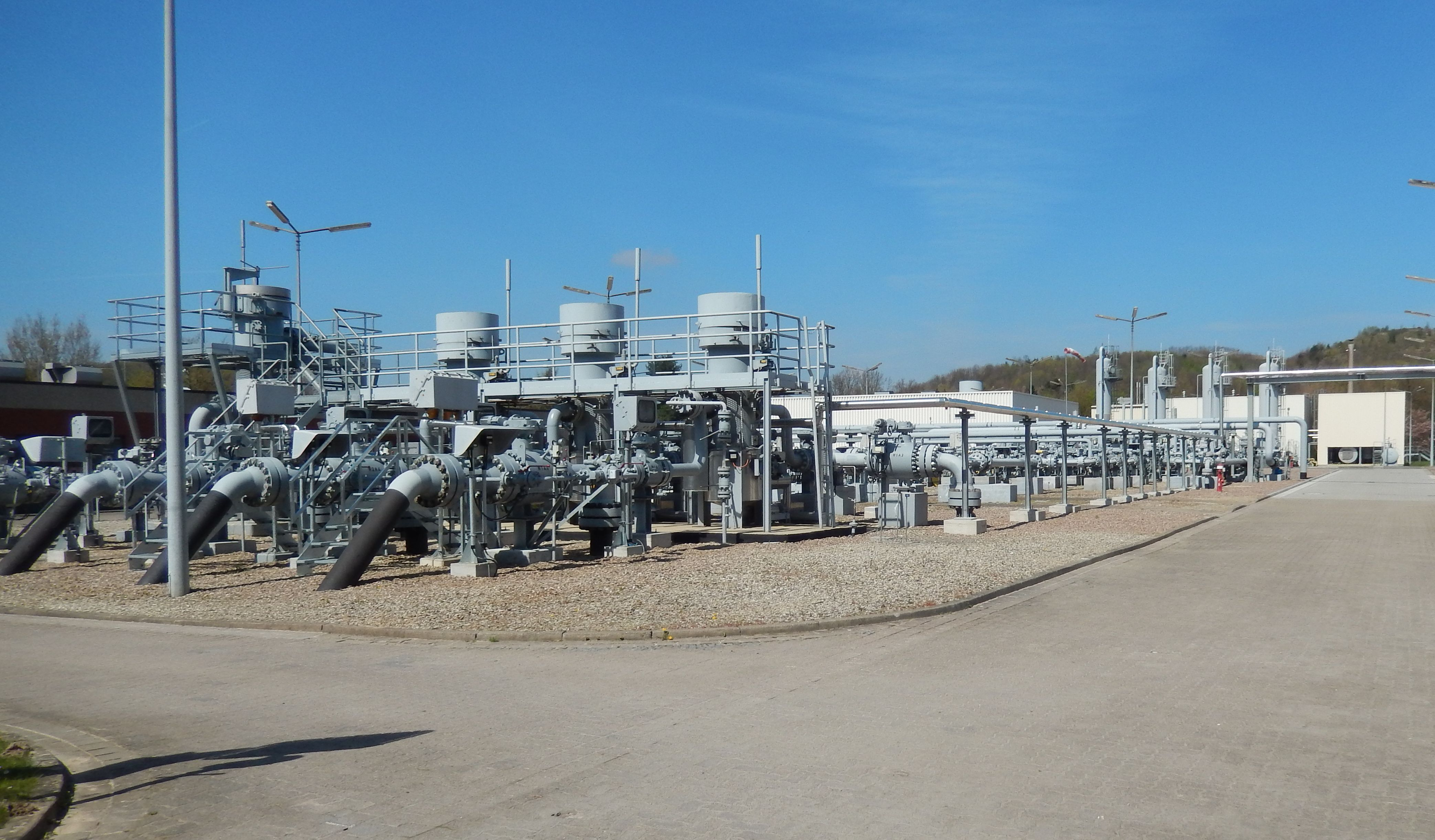
Oberirdische Anlagen der Gasspeicher Hannover GmbH in Empelde bei Hannover

Die Gaskavernen Empelde bei Empelde sind unterirdisch angelegte Erdgasspeicher unterhalb des Gebietes der Stadt Ronnenberg. Die Kavernen und technischen Anlagen für die Erdgasbevorratung sind seit Jahrzehnten Teil der energiewirtschaftlichen Infrastruktur Norddeutschlands und eingebunden in die Fernleitungsnetze  der Nowega (Münster) und enercity (Hannover). Die Anlage Gaskavernen Empelde wird von der GHG – Gasspeicher Hannover GmbH (GHG) betrieben, das ein Gemeinschaftsunternehmen der Stadtwerke Hannover und der Erdgas Münster ist.

## Geschichte
Zwischen dem hannoverschen Stadtteil Badenstedt und dem Ronnenberger Stadtteil Weetzen erstreckt sich im Untergrund der Benther Salzstock. Bis in die 1970er Jahre nutzten zwei Kali-Salzbergwerke das Rohstoffvorkommen. Von diesen wurde das Kaliwerk Hansa in Empelde im Jahr 1973 aus wirtschaftlichen Gründen stillgelegt.
Nachdem in das Grubengebäude des Kaliwerk Ronnenberg mit seinem Schacht in Ronnenberg und Stollen bis nach Benthe und Weetzen zunächst Grundwasser eingesickert war und nach dem Ablauf große, ungesicherte Hohlräume hinterlassen hatte, kam es am 26. Juli 1975 zu Erdsenkungen in der Umgebung: Straßendecken rissen auf, Krater entstanden und Wohngebäude sackten bis zur Unbewohnbarkeit ab. Um die Gefahr von Erdfällen zu beenden, wurden in der Folge in der Gemarkung um Ronnenberg zwei Entlastungsbohrungen vorgenommen, durch die das Bergwerk rasch mit Wasser aus der Feldmark geflutet wurde – und zugleich wurde das Salzbergwerk „[…] für immer aufgegeben“.
1977 wurde dann das GHG-Unternehmen gegründet zur Realisierung der Planungen für den Bau von Erdgaskavernen in noch ungenutzten Bereichen des Salzstocks westlich von Empelde. 1983 konnte die Anlage dann durch die GHG in Betrieb genommen werden. Ab 2003 begann die Modernisierung und Erweiterung der Anlagen. Ende 2015 waren vier Kavernen im Einsatz, zusätzlich ein weiterer unterirdischer Speicher in Bau und weitere in Planung.
Unterdessen hatte sich im Jahr 2009 aufgrund von die Anwohner störenden „Brummgeräuschen“ der Anlage die Bürgerinitiative bürgerforum-gaskavernen.de gebildet.